# Улица Александра Невского (Мелитополь)
Улица Александра Невского (укр. Вулиця Олександра Невського) — улица в Мелитополе, идущая от старого центра города до Песчаного. Одна из главных улиц в старом центре города. По ней проходит автодорога М-14 «Одесса — Мелитополь — Новоазовск». При советской власти улица носила имя Карла Либкнехта.

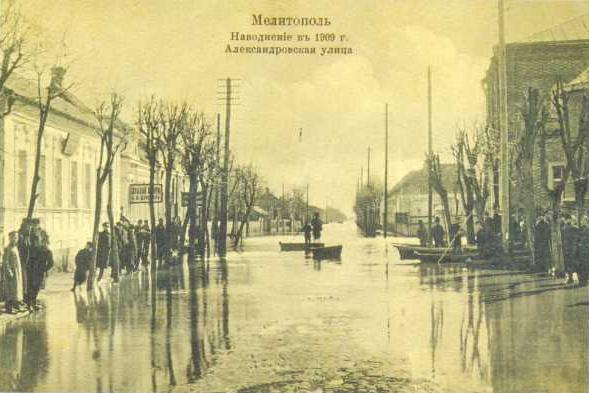
Улица Александра Невского во время наводнения 1909 года

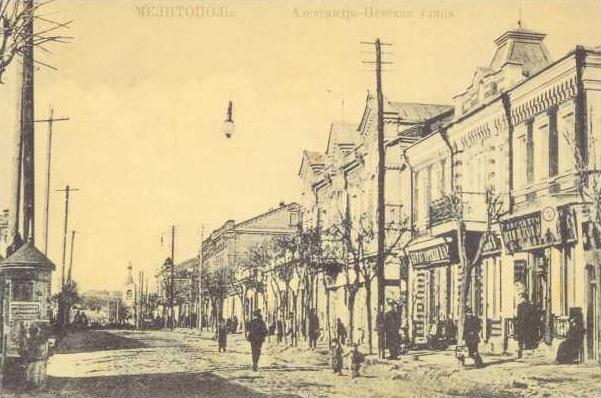
Улица Александра Невского в 1916 году

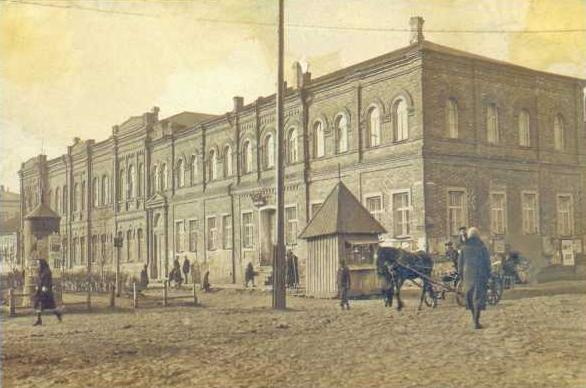
Реальное училище в начале XX века. Ныне трикотажная фабрика

## История
Улица Александра Невского была одной из центральных улиц дореволюционного Мелитополя. Она пересекала город с севера на юг, начинаясь у Кизиярского ручья и оканчиваясь на ярмарочной площади (нынешняя нижняя площадка моторного завода). Продолжением улицы на юг от площади была улица Садовая, а на север, за Кизиярский ручей — улица Фонтанная в селе Красная Горка, в то время ещё не входившем в черту города.
На улице Александра Невского располагалось множество магазинов и лавок: продуктовых, одёжных, шляпных, обувных, книжных, мебельных. Местом оживлённой торговли была и Базарная площадь (нынешняя Соборная площадь). В начале XX века на ней было 77 торговых лавок, 26 из которых принадлежали караимам. На Базарной площади находился и артезианский колодец, от которого шёл водопровод, обеспечивавший водой треть Мелитополя.
На том месте, где сейчас находится нижняя площадка моторного завода, была расположена ярмарочная площадь, на которой трижды в год проводились ярмарки. На ярмарки на площади ставились балаганы, приезжал цирк или зверинец, устанавливались аттракционы: лодочки, карусели, тир. Сюда привозили товар крестьяне Мелитопольского уезда и других уездов Таврической губернии. Главным товаром на мелитопольской ярмарке было зерно, которое потом по железной дороге вывозилось в северные губернии России и за границу. С 1990-х годов из-за высоких железнодорожных тарифов зерно стали вывозить, через азовские порты, Мелитополь оказался в стороне от новых торговых потоков, и торговые обороты Мелитопольских ярмарок пошли на спад.
16 февраля 1896 года Фёдор Александрович Половцев получил удостоверение на право открытия спиртоочистительного завода на Садовой улице.
В 1908 году предприниматель И. Заферман построил на улице Александра Невского завод по производству нефтяных двигателей. Этот завод положил начало Мелитопольскому моторному заводу, одному из крупнейших предприятий города.
25 октября 1921 года улица Александра Невского была переименована в честь Карла Либкнехта, Фонтанная — в честь Калинина, Садовая — в честь Зиновьева. 17 июня 1929 года улицы Калинина, Карла Либкнехта и Зиновьева были объединены в одну улицу имени Карла Либкнехта.
Во время немецкой оккупации 1941—1943 годов улица снова называлась именем Александра Невского, а после освобождения Мелитополя советскими войсками — опять Карла Либкнехта.
19 декабря 1990 года часть улицы к югу от улицы Луначарского (нынешняя Покровская улица) была переименована в улицу Александра Невского, а часть к северу от улицы Луначарского, на Красной Горке, осталась улицей Карла Либкнехта (ныне улица Александра Довженко). Таким образом, улице Александра Невского, единственной из улиц в историческом центре Мелитополя, было возвращено её изначальное название. Следует, однако, заметить, что это название является историческим только для небольшого участка улицы (от пересечения с Покровской улицей до пересечения с Петропавловской улицей). Южнее до революции находились ярмарочная площадь и улица Садовая, а южный конец нынешней улицы Александра Невского вообще находится за пределами границ дореволюционного Мелитополя.

## Объекты

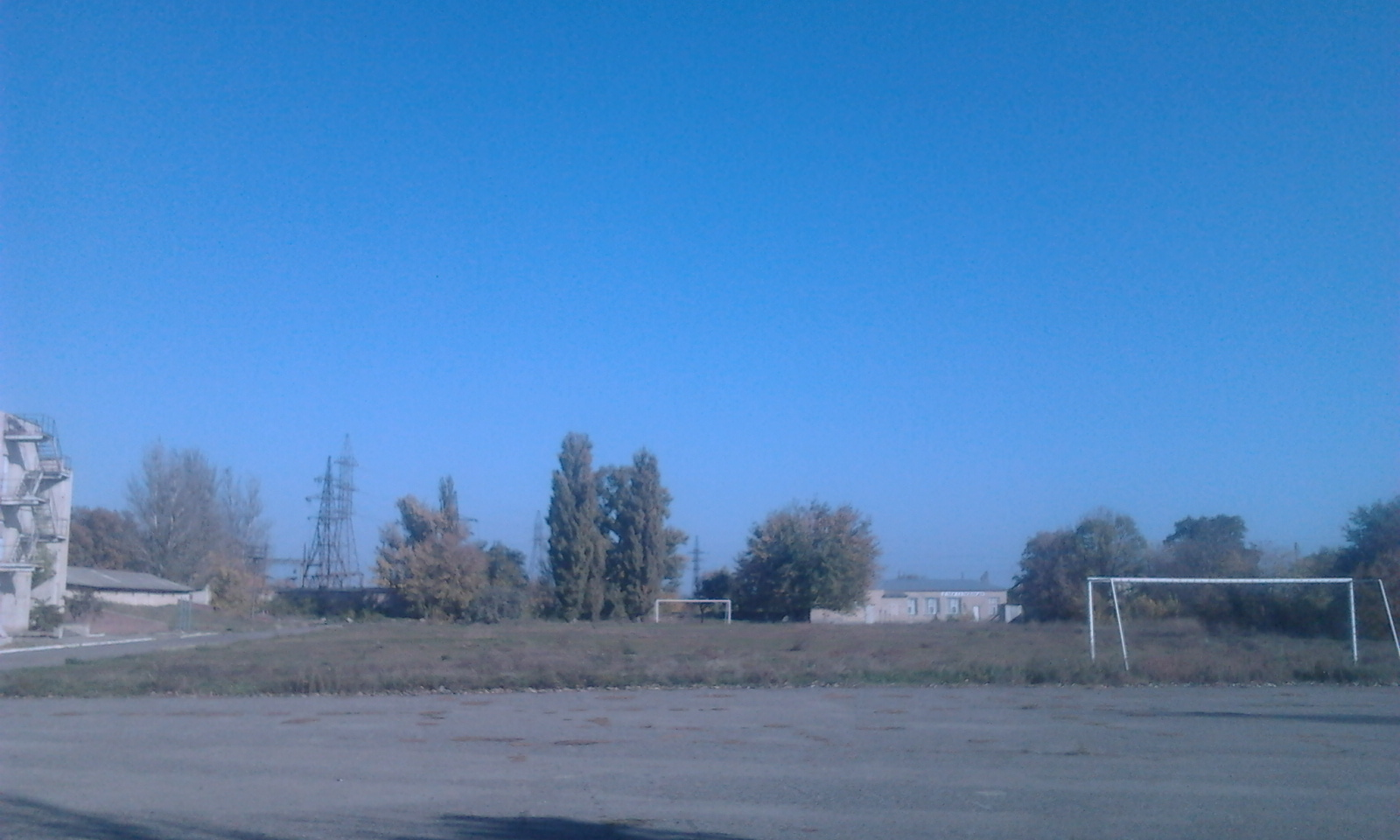
Спорткомплекс Мелитопольского моторного завода

- Александро-Невский собор, один из двух кафедральных соборов Запорожской и Мелитопольской епархии
- Мелитопольский институт экологии и социальных технологий Открытого международного университета развития человека «Украина»
- Автостанция № 2
- Мелитопольский моторный завод
- Дом Адировича, в котором сейчас размещается факультет искусств и художественного образования Мелитопольского государственного педагогического университета
- Спорткомплекс Мелитопольского моторного завода